# レジナルド・ハリス
レジナルド・ハーグリーヴス・ハリス（Reginald Hargreaves Harris、1920年3月1日 - 1992年6月22日）は、イングランド、グレーター・マンチェスターのベリー出身の自転車競技（トラックレース）選手。レッグ・ハリス（Reg Harris）とも呼ばれていた。

## 経歴
16歳の頃より、マンチェスター自転車競技場（マンチェスター・ヴェロドローム）でレースキャリアを積んでいたが、1939年に第二次世界大戦が勃発し、後に第10ロイヤル・フザース連隊に入隊。一方で、自転車選手としての夢を断ち切れず、1944年の英国選手権個人スプリントに出場し優勝。以後1947年まで、同種目4連覇を達成した。また1947年の世界自転車選手権アマ・個人スプリントで優勝。翌1948年開催のロンドンオリンピックでは、個人スプリント、タンデムスプリントに出場（1kmタイムトライアルにも出場予定だったが、後述の話の影響により出場を見合わせた）。共に金メダルの期待が寄せられたが、同大会3ヶ月前の街道練習中に椎骨などを骨折。さらに3週間前に出場したレース中に、今度は肘を骨折するアクシデントが影響し、共に銀メダルに終わった。
1949年にプロ転向。戦争の影響や、オリンピック直前のアクシデントといった不運がつきまとったアマチュア時代を払拭する活躍を見せることになる。同年の世界選手権・プロスプリントでは、ヤン・デルクセン、アリー・ファンフリートといったオランダ勢を一蹴して優勝。以後1951年まで同種目3連覇を達成。また、1954年にもファンフリートを破って優勝を果たした。
1955年にイタリアのアントニオ・マスペスが同種目で初優勝を果たすと、以後の同種目においては、マスペスの天下の時代が続くことになる。1956年の同種目でこそマスペスに次いで2位に入ったものの、翌1957年のシーズンを最後に引退することになった。そして翌1958年、長年に亘る活躍が認められ、大英帝国勲章（OBE）が授与された。引退後は実業家に転身。自身が経営していたファローフィールドスタジアム（1893年のFAカップ決勝開催地）を「レッグ・ハリススタジアム」と改称した他、マックルスフィールドで自転車製造も営んでいた。ところが1971年に現役復帰することになる。
しかも、1971年の英国選手権スプリントでは3位に入った。この成績だけでも驚くべきことだが、54歳の1974年には何と同種目で優勝を果たした。また、1975年には同大会同種目で2位に入ったが、同年に2度目の引退となった。
なお、ハリスが自転車競技選手としてのキャリアを積むきっかけとなったマンチェスターヴェロドロームには、自身の銅像が展示されている。